# 潘承孝
潘承孝（1897年3月—2003年12月22日），字永言，江苏吴县人，中国内燃机专家、教育家，中国内燃机和汽车工程教育的奠基人之一。

## 生平
1912年转学至北京汇文中学。1915年考入唐山工业专门学校机械专业。1921年以第一名成绩毕业，获取学士学位，报送官费留美。1922年7月，进入美国康奈尔大学，编入机械系动力专业四年级学习。1923年进入美国阿列斯-查尔末厂实习。1924年转入美国威斯康辛大学研究生院攻读硕士学位，主专业为蒸汽发电厂，副专业为金相热处理。1925年夏通过答辩，蒸汽发电厂专业毕业，获硕士学位，官费三年结束。1926年进入赫普汽车厂实习。
1927年2月回国，至北洋政府报道等待任用。但正值军阀混战，北洋政府无暇顾及官费留学生任命一事，而此时正在天津待命的潘承孝，接到河北省立工学院教务长的邀请至河北省立工学院任代课老师。8月，至沈阳冯庸大学机械系任教授。1929年至东北大学机械系担任教授。
1931年，因九一八事变，东北易手，被迫入关。至国立北平大学工学院机械系任教授兼系主任，主讲内燃机、汽车、汽轮机、金相热处理等课程。
1937年，抗日战争时期平津的三所高校国立北平大学、国立北平师范大学和国立北洋工学院，为躲避战火迁至陕西，组成国立西安临时大学，后更名国立西北联合大学，任机械系教授兼主任。1938年，国立西北联合大学解散，国立西北工学院成立，先后担任教授兼任教务主任及院长等职。
1948年，国立北洋大学工学院教授兼校务委员会委员。1951年9月，河北工学院并入北洋大学成立天津大学，任校务委员会副主任、教务长兼机械系教授，创办内燃机专业，筹建内燃机实验室，提议与天津市政府合办内燃机研究所。同年加入中国民主促进会。
1958年，河北工学院复校，任院长，创办内燃机专业。1962年，8月院校调整合并成立天津工学院，任院长兼机械系教授。1971年，天津工学院更名为河北工学院，继续任院长、副院长。
1977年，积极推广计算机知识，筹建计算站，开展八期计算机技能培训班。
1979年12月8日，加入中国共产党。
1980年，筹建应用数学和应用物理专业。
1983年11月，经国务院批准授予河北工学院名誉院长称号。1995年7月18日，任命为河北工业大学名誉校长。

## 职务
河北工业大学名誉校长，曾长期担任河北工学院院长。中国机械工程学会常务理事，中国内燃机学会顾问，中国汽车工程学会名誉理事长，天津市及河北省机械工程学会名誉理事长。天津市一届和河北省第二至第八届人大代表，天津市第二届、河北省第二届政协副主席。历任全国第三届至第六届全国人民代表大会，全国政第协二届委员，中国民主促进会中央委员会常务委员和中央参议委员会副主席，民进河北省委、民进天津市委副主委、主委。为天津市民进和河北省民进的创始人之一。

## 知名门生
- 史绍熙，1939年毕业于国立西北工学院，内燃机专家，中国科学院院士，原天津大学校长。
- 李耀滋，1937年毕业于国立中央大学工学院机械特别班，美国麻省理工学院博士。曾任麻省理工学院教授、发明创新中心主任。美国国家工程院院士、全美华人协会主席。
- 雷天觉，1935年毕业于北平大学工学院机械系，机械工程专家，中国科学院院士。
- 陈明茂，美国波士顿大学机械系主任。
- 孙顺理，长春第一汽车制造厂首任总工程师。
- 彭自立，兵器工业研究所总工程师。[5]

## 家庭
- 父亲：潘志憘，名志清，字和仲，号子欣，生于1876年。自幼受洋务运动影响，学习英语，思想先进。1903年东渡日本，结实秋瑾，受其影响，回国参加民族革命活动。秋瑾被害后，重返日本，抱振兴江苏丝绸业的志向于东京王子地方官立高等蚕丝专门学校攻读蚕桑科。1908年回国，居天津从事工商实业，创办塘沽永利碱厂，国民饭店1951年1月去世。[6]
- 母亲：王英，嫁入潘家后改名潘英。
- 兄妹：潘承诰，生于1899年，1917年考入上海震旦大学，1920年留学法国格勒诺布尔市电工学院，1928年入法国巴黎大学攻读物理及物理化学博士，指导老师为瑪麗·居禮，1973年去世。[6][7]潘承昆，潘承冠。[8]
- 子：潘家华，生于1930年，1952年天津大学毕业[來源請求]